# Thuarea involuta
Thuarea involuta är en gräsart som först beskrevs av Johann Georg Adam Forster, och fick sitt nu gällande namn av Robert Brown och James Edward Smith. Thuarea involuta ingår i släktet Thuarea och familjen gräs. Inga underarter finns listade i Catalogue of Life.

## Bildgalleri

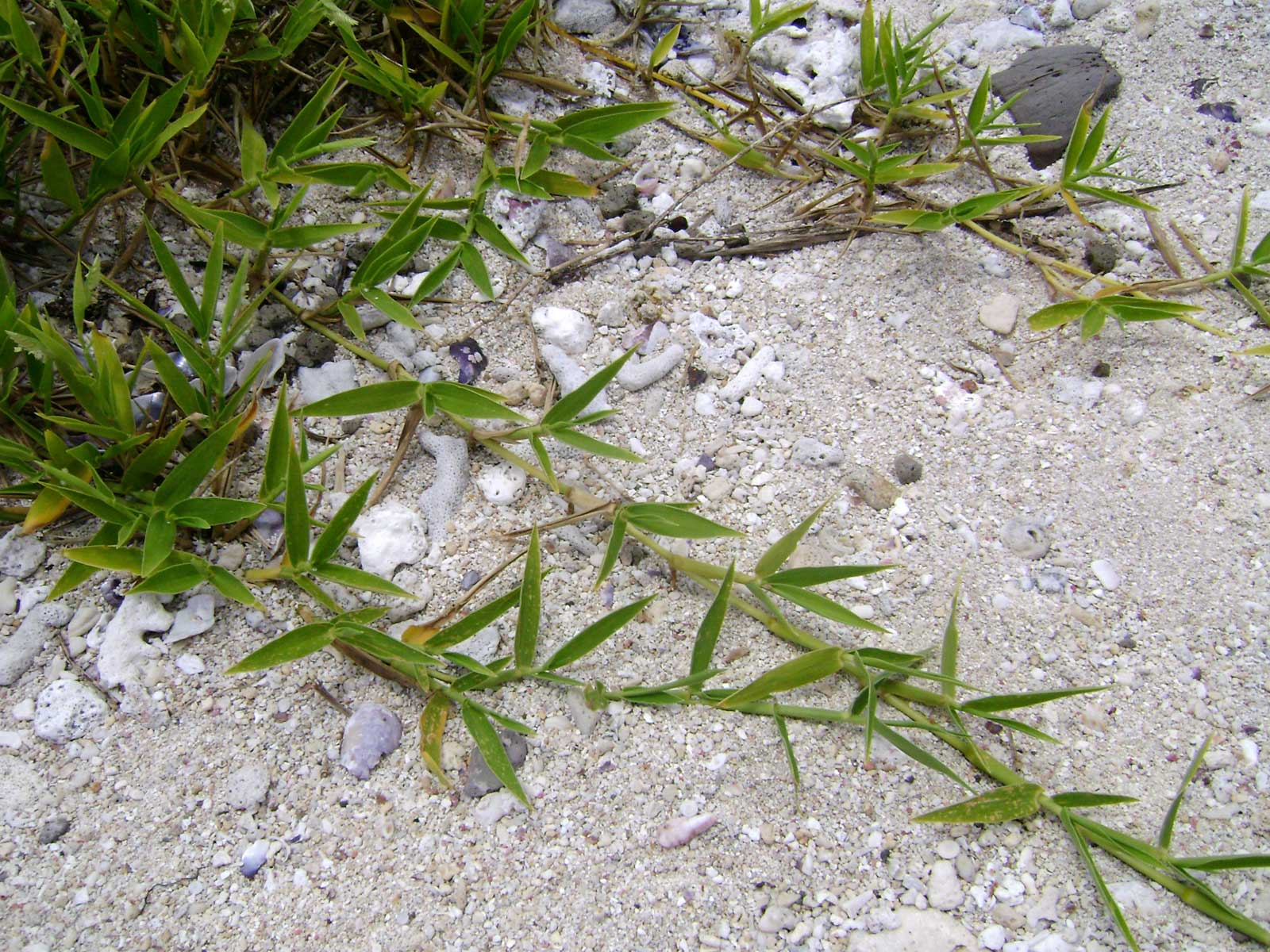